# 다푸 FC
다푸 FC(영어: Tai Po Football Club, Tai Po FC) 또는 다푸 축구회(중국어: 大埔足球會)는 흔히 신제 리얼티 워푸 타이포(영어: NT Realty Wofoo Tai Po, 중국어: 新界地產和富大埔)라는 이름으로 알려진 홍콩의 축구 클럽이다. 현재는 홍콩 프리미어리그에 참가하고 있다.

## 성적
- 홍콩 FA컵
  - 우승 (1): 2008–09
  - 준우승 (1): 2007–08

- 홍콩 1부리그
  - 우승 (1): 2018-19

## 선수 명단

### 현역
참고: FIFA 자격 규정에 따라 소속된 국가대표팀 국기를 표시합니다. 선수는 복수의 FIFA 비회원국 국적을 가지고 있을 수 있습니다.
| 번호 | 포지션 | 국적 | 이름                      |
| ---- | ------ | ---- | ------------------------- |
| 7    | FW     |      | 미셸 레너 로페스 안투네스 |
| 11   | FW     |      | 루카스 실바               |
| 12   | MF     |      | 거슨                      |
| 14   | DF     |      | 마르카오                  |
| 33   | DF     |      | 가브리엘 치비디니         |

| 번호 | 포지션 | 국적 | 이름            |
| ---- | ------ | ---- | --------------- |
| 77   | MF     |      | 길레르메 비테코 |
| 80   | FW     | 홍콩 | 충와이컹        |

## 역대 감독
| 감독   | 임기        |
| ------ | ----------- |
| 이치킨 | 2016 ~ 2019 |
| 이치킨 | 2023 ~      |